# NETCINEMA.TV
NETCINEMA.TV（ネットシネマ ドット ティーヴィー）は、インターネット上で視聴できるドラマ仕立てのオリジナル・コンテンツ映画を複数媒体からストリーミング配信する日本のオリジナル動画ポータルサイト。配信後、DVD化や劇場公開など、インターネットのみでなく、様々なメディアに露出する作品もある。
株式会社NETCINEMA.TV（2024年11月に商号変更）が運営する。以前は、株式会社レッドライスメディウム、株式会社レッドライスが運営していた。

## 概要
提供する番組のコンテンツは、基本的にオリジナル作品であり、作品の多くはドラマだが、ドキュメント作品やバラエティ作品なども配信している。
2008年3月にサイトを大幅にリニューアル。会員制で動画の配信を行なっていた。
2008年10月1日より、新サービス「AKB48 LIVE!! ONDEMAND」を開始。秋元康プロデュースのアイドルグループAKB48が秋葉原の専用劇場「AKB48劇場」にて行なっている連日の公演を、当日23時にオンデマンド配信をしていたが、配信開始から半年の時点で別企業のサイトに運営が移行。当サイトでのサービスは終了した。
2024年11月以降より当サイトが復活し、当時のオリジナル作品が続々と公開された。

2016年より新たなサイトを立ち上げ、初期の作品と新作を配信していた。

## コンテンツ及び番組

### ドラマ
ルーシズ・トリック (Lucy's Trick)　2016年
　  主演：冨田佳輔　仁村紗和　時東ぁみ　原野琴美　都志見佳苗　遊見祐介　柘植絢香　小川真実子　湖上真帆　塩田樹里
天使急便 Reboot
出演：塩谷瞬　安めぐみ　 岡田浩暉　 山崎真実　風間トオル　今井雅之　ほか
天使急便
出演：塩谷瞬　安めぐみ　 岡田浩暉　 大河内奈々子　パパイヤ鈴木　ほか
うさぎたちのもちつき
出演：大友康平　上原さくら　 大谷允保　 高田宏太郎　櫛山晃美　長沢純　ほか
うさぎがもちつき
出演：諸星和己　大谷允保　 高田宏太郎　櫛山晃美　長沢純　秋本奈緒美　ほか
- 探偵事務所5

かにゴールキーパー
出演：藤岡弘　田代さやか　清水ミチコ　及川奈央　竹中直人　ほか
Jump！
出演：櫛山晃美　吉野公佳　菊池亜希子　天宮良　柏原収史　ほか
Just Do It!
出演：櫛山晃美　前田耕陽　佐野史郎　ほか
- 八月拾五日のラストダンス
- RAINBOW DRIVEIN
- KAZUMA≒AMUZAK2　～最後の逆襲～
- HAPPY BIRTHDAY
- 大きな古時計
- ロザリオの雫
- ニューハーフ・ダンク
- KAZUMA≒AMUZAK
- ゴシックロリータ
- 恐怖依存症
- 約束
- イケルシニバナ
- Iラブ湯！
- Slim size me!!
- 恋は実家じゃ生まれない
- めいどinあきはばら
- 乙女は何を夢見たか
- 天正伊賀の乱
- 大地震
- マネー・ドロー
- フィルム
- 花火
- ON THE ROCK
- Go出産～ご懐妊篇～
- 戦え！メイデルファイブ
- 怖来-furai-
- Hice cool!～沖縄BOYS!2005～
- 負け犬結婚相談所
- 杉山くんたちは夜専門
- はいすくーるエージェンツ桜
- マギー's犬Jr.
- 純喫茶エルミタージュ
- おまえが嫌いだ
- birds
- 即興戯作倶楽部
- 一週間賃貸集合住宅物語
- Ai-Oi
- 東京自転車物語
- GRAND CIRCLE
- Dreamer's High!
- ベストフレンド
- Cook Me Softly
- 恋骨
- 食い逃げカップル
- Scramble
- プチ美人とお金
- プチ美人の悲劇
- うさぎのもちつき２
- うさぎのもちつき
- クリスマス・イブ
- NO NAME
- 電話の恋人
- STRAY SHEEP
- スタジアムで会いましょう
- 来訪者
- 英語の女
- Bye bye Black Bird

### 映画
- yoriko-寄子-

### ライブ配信
- AKB48 LIVE!! ON DEMAND

### バラエティ
- ザ・ショキング ～やはり実在した怪奇生物～
- ででんげ

M系タクシー
出演：江頭2:50、三浦和義、みひろ、ゴリけん
- 穴2
- 穴
- BESONA ～カンボジア少年 VS ガングロ女子高生～
- 「超」怖い話

### ドキュメント・インタビュー
- プライムタイム・オンライン
- コスモ石油インターネットムービー いま、私たちにできること
- コスモ石油インターネットムービー 地球のためにできること
- コスモ石油インターネットムービー 野口健 小笠原環境学校

北の大地の挑戦者たち
出演：正栄プロジェクト代表取締役　美山正広
ビジネスフロントライン「BBNet.corp」
出演：田中英司

### アニメ
ちょんまげ課長
アーティストU-sukeのキャラクターによるフラッシュアニメーション

### グルメ
- 美食結社WONDERKITCHEN

### その他
- 中谷彰宏の美女から学ぶモテるオヤジの裏ワザ

## 主な出演者
- 塩谷瞬
- 安めぐみ
- 岡田浩暉
- 杉浦太陽
- 南明奈
- 高野八誠
- 大谷允保
- 高田宏太郎
- 櫛山晃美
- 松田一沙
- 木内美歩
- 秋本奈緒美
- AKB48